# Kỳ Greenland
| Hệ/ Kỷ | Thống/ Thế | Bậc/ Kỳ             | Tuổi (Ka) | Tuổi (Ka) |
| --- | ---------- | ------------------- | --------- | --------- |
| Đệ Tứ | Holocen    | Meghalaya           | 0         | 4,250     |
| Đệ Tứ | Holocen    | Northgrip           | 4,250     | 8,236     |
| Đệ Tứ | Holocen    | Greenland           | 8,236     | 11,70     |
| Đệ Tứ | Pleistocen | 'Trên'/Muộn         | 11,70     | 129,0     |
| Đệ Tứ | Pleistocen | Chibania hay 'Giữa' | 129,0     | 774,0     |
| Đệ Tứ | Pleistocen | Calabria            | 774       | 1.806     |
| Đệ Tứ | Pleistocen | Gelasia             | 1.806     | 2.588     |
| Tân Cận | Pliocen    | Piacenza            | 2.588     | 3.600     |
| Ghi chú và tham khảoSubdivision of the Quaternary Period according to the ICS, as of May 2019. For the Holocene, dates are relative to the year 2000 (e.g. Greenlandian began 11,700 years before 2000). For the beginning of the Northgrippian a date of 8,236 years before 2000 has been set. The Meghalayan has been set to begin 4,250 years before 2000. 'Tarantian' is an informal, unofficial name proposed for a stage/age to replace the equally informal, unofficial 'Upper Pleistocene' subseries/subepoch. In Europe and North America, the Holocene is subdivided into Preboreal, Boreal, Atlantic, Subboreal, and Subatlantic stages of the Blytt–Sernander time scale. There are many regional subdivisions for the Upper or Late Pleistocene; usually these represent locally recognized cold (glacial) and warm (interglacial) periods. The last glacial period ends with the cold Younger Dryas substage. |            |                     |           |           |

Kỳ Greenland trong niên đại địa chất là kỳ đầu tiên của thế Holocen, và trong thời địa tầng học là bậc dưới cùng của thống Holocen thuộc hệ Đệ Tứ. Kỳ Greenland tồn tại từ ~ 11.700 năm (9700 BCE) đến 8.236 năm trước (6236 BCE), tính theo mốc năm 2000.
Kỳ Greenland kế tục kỳ Pleistocen muộn của thế Pleistocen, và tiếp sau là kỳ Northgrip của cùng thế Holocen.
Tầng đã được Ủy ban Địa tầng Quốc tế chính thức phê chuẩn vào tháng 6 năm 2018 cùng với các tầng Northgrip và tầng Meghalaya sau đó. Phẫu diện và điểm kiểu địa tầng ranh giới toàn cầu (GSSP) chính thức được chọn là thành tạo hang động Krem Mawmluh ở Meghalaya, đông bắc Ấn Độ.
Ranh giới dưới của kỳ Greenland là Phẫu diện và điểm kiểu địa tầng ranh giới toàn cầu (GSSP) lấy từ Dự án lõi băng Bắc Greenland ở trung tâm Greenland 75°06′B 42°19′T / 75,1°B 42,32°T. GSSP của Greenland có tương quan với phần cuối của Younger Dryas (từ cận băng đến gian băng) và "sự dịch các giá trị thừa deuteri" ("shift in deuterium excess values").